# Juan Meserón
Juan Meserón (* 17. Mai 1779 in Caracas; † 1842) war ein venezolanischer Flötist und Komponist.

## Leben
Meserón war einer der angesehensten Flötisten und Komponisten Venezuelas in der ersten Hälfte des 19. Jahrhunderts. Unter anderem komponierte er mehrere sinfonías, von denen zwei in den 1980er Jahren von dem Musikwissenschaftler Alberto Calzavara in der venezolanischen Nationalbibliothek aufgefunden und später auf CD aufgenommen wurden. 1824 veröffentlichte er im Verlag von Tomás Antero das erste venezolanische Werk zur Musiktheorie: Explicación y conocimiento de los principios generales de la música. Ab 1834 war er Orchesterdirigent der von Atanasio Bello Montero und José María Isaza gegründeten Sociedad Filarmónica.